# Castillo de Shawbak
El castillo de Shawbak o Qal'at ash-Shawbak (en árabe: قلعة الشوبك‎, ant. Montreal o Mont Real) es una fortaleza de los cruzados ubicada al oriente del valle del Aravá, con una espléndida vista de este, sobre una montaña cónica y junto a la moderna ciudad de Shawbak, en el Camino de los Reyes, al suroeste de Jordania.

## Historia
El castillo fue construido en 1115 por Balduino I de Jerusalén durante una expedición a la región, durante la cual capturó Áqaba, en el mar Rojo en 1116. Originalmente se llamó Crac de Montreal (Mons Regalis en latín, siempre en honor al rey, ya que su traducción es "monte real").
Se encuentra estratégicamente situado en una colina sobre la llanura de Edom, en la ruta de los peregrinos y las caravanas entre Siria y Arabia. Esto permitió a Balduino el control del comercio, ya que se necesitaba un permiso de paso. La tierra que lo rodea es relativamente fértil y se excavaron dos grandes depósitos en la colina, con una empinada escalera que lleva a los manantiales que hay en el mismo lugar.
El castillo pasó a formar parte de una de las divisiones del Reino de Jerusalén, el Señorío de Transjordania, que ocupaba las vastas extensiones de Edom y de Moab. Su primer señor fue Roman de Puy, pero una revuelta contra Fulco I de Jerusalén en 1134 hizo que aquel fuera exiliado y Payen el Mayordomo, mayordomo de Fulco, pasó a administrar la Transjordania, construyó el castillo de Al-Karak en 1142 y lo convirtió en el castillo fuerte de la región. Luego, por una cuestión de matrimonios, el castillo pasó a manos de Philippe de Milly. En 1177, el gobierno de la región pasó a Reinaldo de Châtillon cuando éste se casó con Estefanía de Milly. Reinaldo usó el castillo para atacar las ricas caravanas que llegaban intactas a este paso. También construyó barcos que luego llevaba al mar Rojo, con la intención de atacar La Meca. Esto acabó siendo intolerable para el sultán ayubí Saladino, que invadió el reino en 1187. Después de capturar Jerusalén, sitió el castillo. Se dice que durante el sitio, sus defensores vendieron a sus esposas y niños por comida, y que se volvían locos por la falta de sal. Al estar en una colina, Saladino no pudo usar armas de asedio, pero después de casi dos años el castillo cayó finalmente en manos de sus tropas en mayo de 1189, y las familias de los defensores volvieron con ellos. Más tarde, lo capturaron los mamelucos y lo reconstruyeron.

## Estructura
Poco queda del castillo original de los cruzados, irregular, con una amplitud máxima de 175 por 90 metros. Aunque nunca ha sido enteramente excavado, se sabe que había una serie de tres muros que permanecen parcialmente. Quedan una iglesia y una capilla de los cruzados, más varios edificios civiles construidos con piedras de una cantera cercana. Las torres y los muros están decorados con inscripciones grabadas que datan de las renovaciones de los mamelucos en el siglo XIV, pero el interior está en ruinas. Bajo los muros, una suave pendiente enlosada rodea el castillo. Cerca de la entrada, un pozo con unos 350 escalones resbaladizos desciende a un manantial.

## Galería

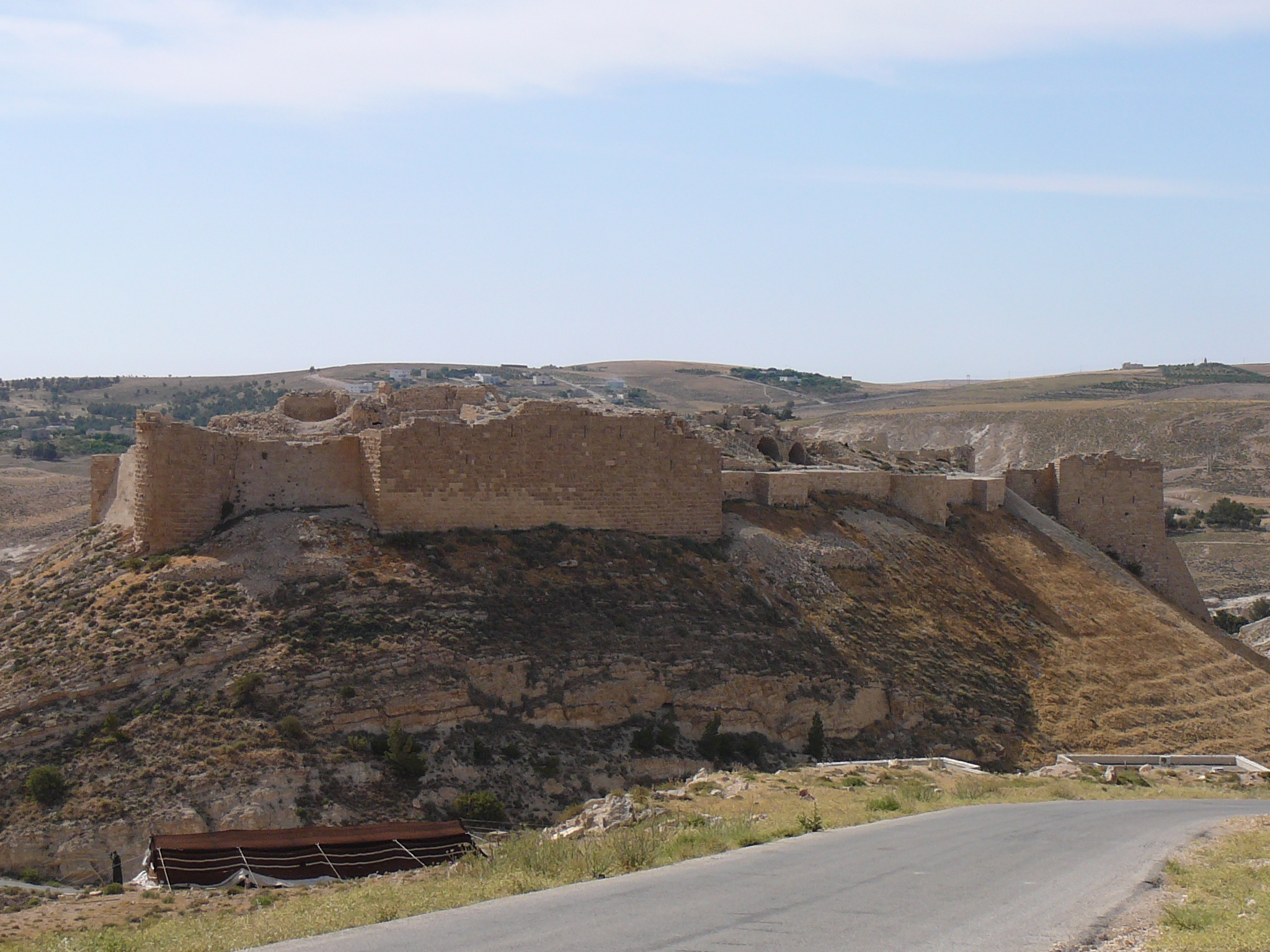
Castillo de Shawbak
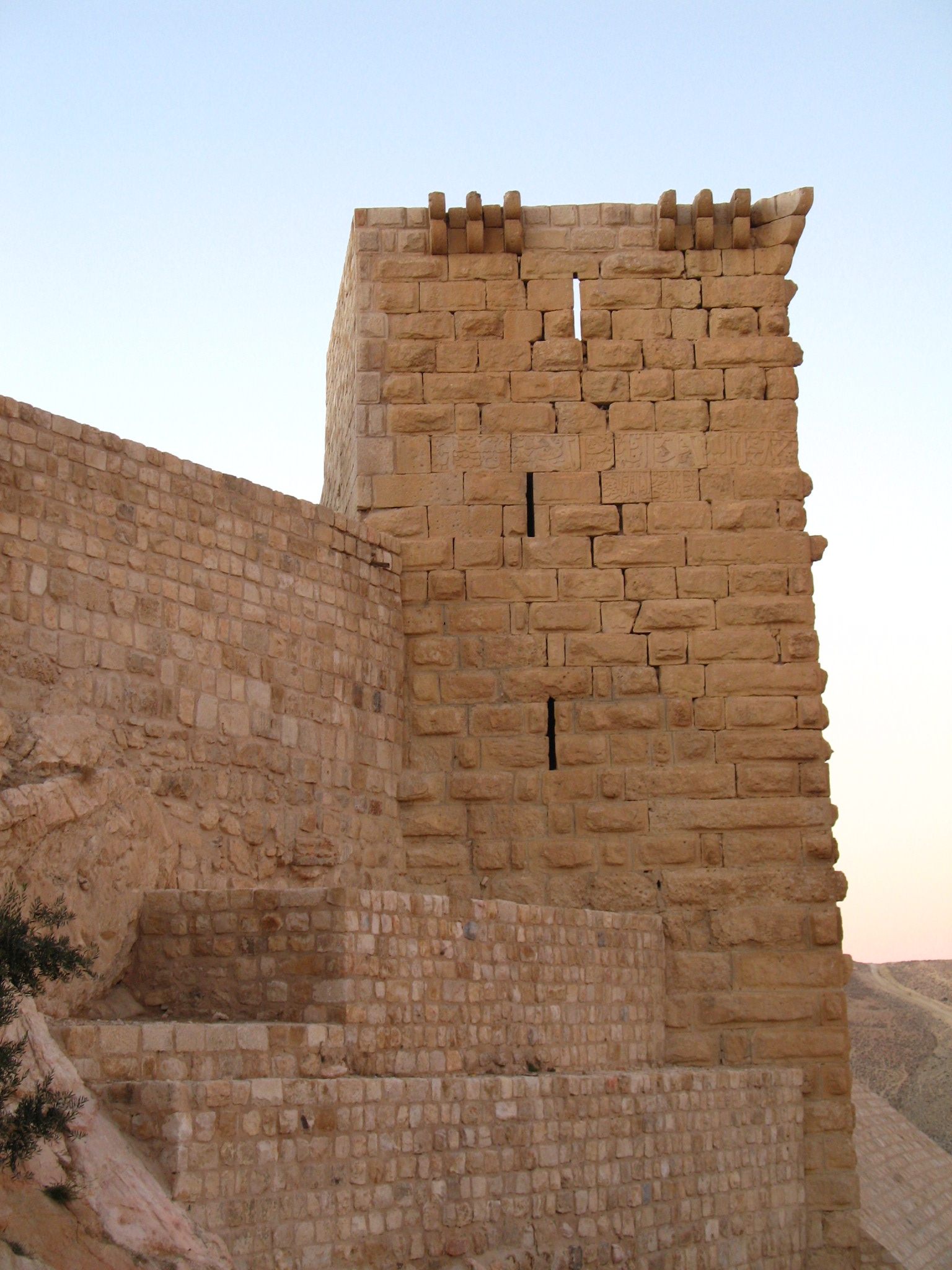
Carrión del Shawbak